# Sphondylium alpinum
Sphondylium alpinum är en flockblommig växtart som beskrevs av Théodore Caruel. Sphondylium alpinum ingår i släktet Sphondylium och familjen flockblommiga växter. Inga underarter finns listade i Catalogue of Life.